# Irish Heartbeat (canción)
"Irish Heartbeat" es una canción del músico norirlandés Van Morrison publicada en el álbum de 1983 Inarticulate Speech of the Heart.
La canción evoca imágenes de su regreso a Irlanda en los versos: "I'm going back / going back / To my own ones / Back to talk / talk awhile / With my own ones" (lo cual puede traducirse al español como: "Regreso / con los míos / vuelvo a hablar / hablar un rato / con los míos"). Van Morrison fue citado por el biógrafo Steven Turner diciendo: "Hay una gran parte de mi que está estrictamente involucrada con la isla de Irlanda".
"Irish Heartbeat" fue regrabada junto al grupo irlandés The Chieftains para el álbum de 1998 Irish Heartbeat. La nueva versión fue incluida en los álbumes recopilatorios de 2007 Van Morrison at the Movies - Soundtrack Hits y Still on Top - The Greatest Hits, además de en la banda sonora de la película de 1997 The Matchmaker.

## Versiones
- En 1994, Billy Connolly grabó una versión en directo de "Irish Heartbeat" durante su "gira mundial por Escocia".
- La hija de Van, Shana Morrison, interpretó "Irish Heartbeat" a dúo con Brian Kennedy en el álbum tributo a su padre No Prima Donna: The Songs of Van Morrison.